# فرج لهیب
فرج لهیب (عربی: فرج لهيب؛ زادهٔ ۳ اکتبر ۱۹۷۸) بازیکن فوتبال اهل کویت است.
از باشگاه‌هایی که در آن بازی کرده‌است می‌توان به باشگاه فوتبال الیرموک کویت، باشگاه ورزشی الکویت، باشگاه ورزشی کاظمه کویت، و باشگاه ورزشی السالمیه کویت اشاره کرد.
وی همچنین در تیم ملی فوتبال کویت بازی کرده‌است.